# Final da Copa Libertadores da América de 2024
A Final da Copa Libertadores da América de 2024 foi a 65ª decisão do principal torneio continental de futebol da América do Sul, organizado anualmente pela Confederação Sul-Americana de Futebol (CONMEBOL). A partida foi jogada em 30 de novembro de 2024 no Estádio Monumental em Buenos Aires, Argentina. Atlético Mineiro e Botafogo disputaram a decisão. Uma final inédita na competição, foi a segunda na história do Galo e a primeira do Botafogo.
Em vez de anunciar o estádio diretamente, a CONMEBOL preferiu inicialmente divulgar apenas a cidade que receberia a decisão, para ter mais liberdade para escolher o estádio de acordo com os times classificados, como uma maneira de oficializar o que ocorreu em com a final da Copa Sul-Americana de 2023. Posteriormente, a confederação confirmou que o estádio do River Plate, o maior da capital argentina, sediaria a partida.
Foi a sexta final brasileira da história da competição, e a quarta da última década. A partida resultou em uma conquista inédita do Botafogo, com a vitória do alvinegro carioca por 3–1. Luiz Henrique foi escolhido como o melhor jogador da decisão.
Com o título, o Botafogo se classificou para disputar a Copa Intercontinental da FIFA de 2024, o Mundial de Clubes FIFA de 2025 e a Recopa Sul-Americana de 2025.

## Possíveis estádios
Em maio, a CONMEBOL fez vistoria em três possíveis estádios para sediar a final única. Os aspectos foram dos mais variados como estrutura, proximidade a aeroportos e capacidade. A comitiva contou ainda com membros da Associação Argentina de Futebol.
Segundo o Jornal Lance!, em setembro, o estádio Monumental tinha preferência sobre os outros dois, mas apenas caso o time do River Plate, mandante no estádio, chegasse à final. A preocupação da CONMEBOL, assim como das forças de segurança da Argentina, era não ter público suficiente para ocupar todos os setores do estádio que tem capacidade para 85.000 pessoas. Dessa forma, em estádios menores, além de ter a capacidade completa, seria mais fácil para a polícia argentina controlar o público.
Para tanto, ainda segundo o jornal, o governo argentino criou um Comando Unificado de Segurança com vários setores do Estado para planejar, com antecedência, a final única.
|                    | Buenos Aires               | La Plata                        | Avellaneda |
| ------------------ | -------------------------- | ------------------------------- | ---------- |
| Estádio Monumental | Estádio Ciudad de La Plata | Estádio Libertadores de América |            |
| Capacidade: 85 000 | Capacidade: 53 000         | Capacidade: 49 592              |            |
|                    |                            |                                 |            |

## Caminhos até à final
| Pos | Equipe           | Pts | J |
| --- | ---------------- | --- | - |
| 1   | Atlético Mineiro | 15  | 6 |
| 2   | Peñarol          | 12  | 6 |
| 3   | Rosário Central  | 7   | 6 |
| 4   | Caracas          | 1   | 6 |

| Pos | Equipe                 | Pts | J |
| --- | ---------------------- | --- | - |
| 1   | Junior de Barranquilla | 10  | 6 |
| 2   | Botafogo               | 10  | 6 |
| 3   | LDU Quito              | 7   | 6 |
| 4   | Universitario          | 5   | 6 |

## Pré-jogo

### Sede

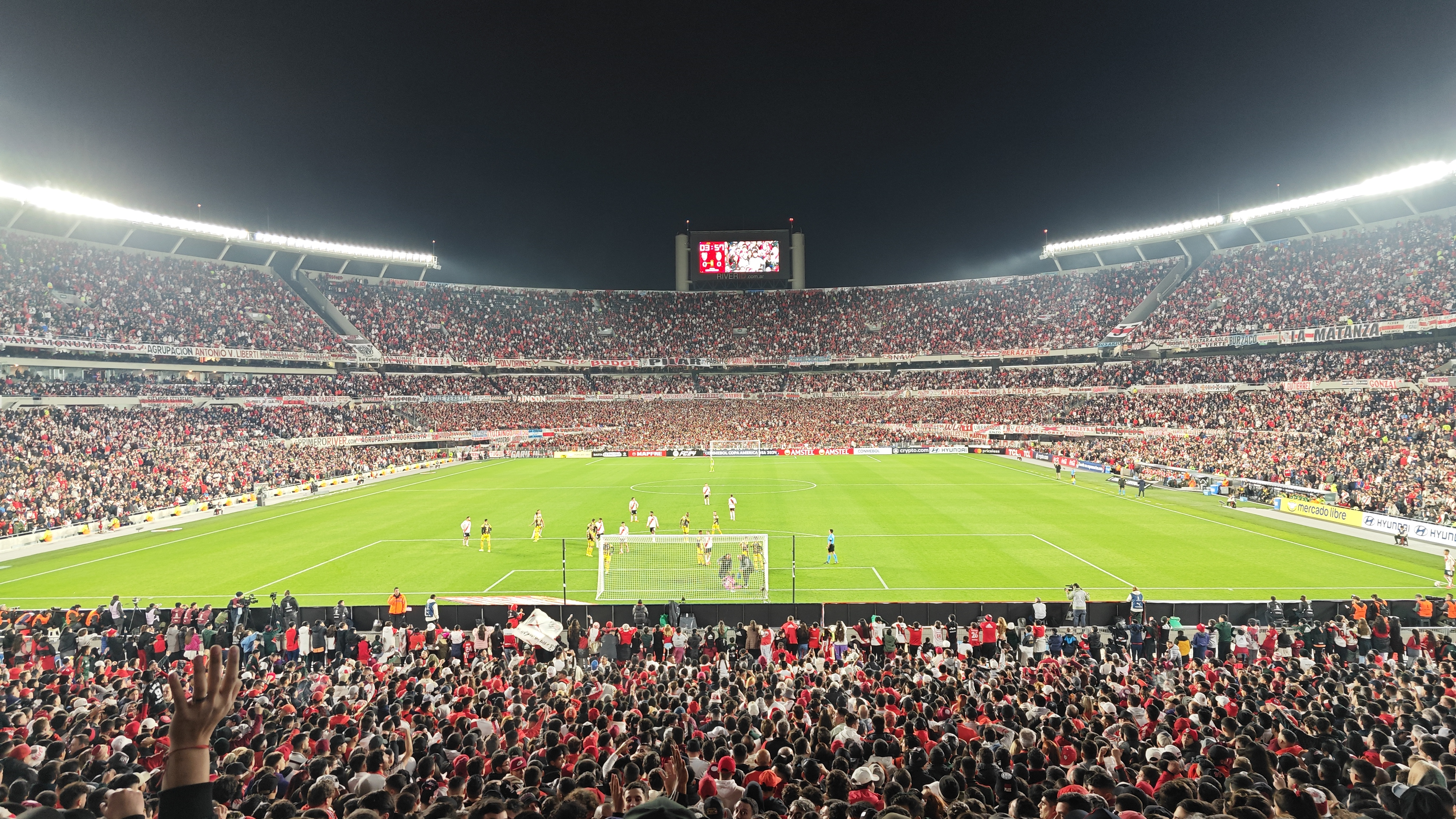
O Estádio Monumental em Buenos Aires foi a sede da decisão.

O Estádio Monumental foi decidido como palco da grande final da Copa Libertadores 2024 em 8 de outubro de 2024 pela Confederação Sul-Americana de Futebol (CONMEBOL).
| “ | O Estádio Monumental, com capacidade para mais de 84 000 espectadores, foi escolhido por sua moderna infraestrutura, sua vasta história esportiva e sua capacidade de receber o grande número de torcedores que acompanham os atuais clubes semifinalistas, garantindo assim um cenário com capacidade compatível com a magnitude do evento. | ” |
|   | — Anúncio da CONMEBOL para o palco da final. |   |

| Edição | Campeão            | Placar | Vice-campeão     | Agregado      | Observação       | Ref.   |
| ------ | ------------------ | ------ | ---------------- | ------------- | ---------------- | ------ |
| 1962   | Santos             | 3 – 0  | Peñarol          | partida extra | Partida extra    | [ 11 ] |
| 1966   | Peñarol            | 2 – 3  | River Plate      | partida extra | Partida de volta | [ 12 ] |
| 1976   | Cruzeiro           | 1 – 2  | River Plate      | partida extra | Partida de volta | [ 13 ] |
| 1985   | Argentinos Juniors | 1 – 0  | América de Cali  | partida extra | Partida de ida   | [ 14 ] |
| 1986   | River Plate        | 1 – 0  | América de Cali  | 3 – 1         | Partida de volta | [ 15 ] |
| 1996   | River Plate        | 2 – 0  | América de Cali  | 2 – 1         | Partida de volta | [ 16 ] |
| 2015   | River Plate        | 3 – 0  | Tigres UANL      | 3 – 0         | Partida de volta | [ 17 ] |
| 2024   | Botafogo           | 3 – 1  | Atlético Mineiro | partida única | Final única      | [ 18 ] |

### Arbitragem
Em 20 de novembro, a CONMEBOL divulgou a equipe de arbitragem da partida. O argentino Facundo Tello, do quadro da Associação de Futebol Argentino (AFA) e da FIFA (desde 2019) e estreante em finais da Libertadores, foi o árbitro principal. Ele apitou três partidas na Copa do Mundo de 2022 (grupo F, grupo G e quartas de final).
Os demais membros da equipe também pertencem ao quadro da AFA, ou seja, toda a equipe de arbitragem foi composta por árbitros argentinos: Ezequiel Brailovsky e Gabriel Chade (bandeirinhas); Yael Falcón (quarto árbitro); Cristian Navarro (quinto árbitro); Mauro Vigliano (VAR); e Christian Lescano, Carlos Orbe e Hernan Mastrangelo (auxiliares do VAR).

### Ingressos e vendas
A venda de ingressos para a final iniciou em 31 de outubro, com ingressos disponíveis para o público geral no site da CONMEBOL. Os ingressos foram divididos em três categorias, com preços variando de 350 a 2.200 reais. Os setores exclusivos para torcedores dos clubes finalistas, Botafogo e Atlético-MG, tiveram uma carga de 22 mil ingressos para cada. A torcida do Botafogo esgotou os ingressos para o Setor Centenário em menos de 48 horas apenas entre os sócios torcedores do clube, condicionando a venda aberta ao público geral ser apenas do setor misto do estádio. Em contrapartida, até o dia 12 de novembro, dezoito dias antes da final e doze dias após o início das vendas, o Atlético vendeu apenas 11 mil ingressos de seu setor exclusivo. A previsão, até a data mencionada, era de 45 mil ingressos vendidos, o que surpreendeu positivamente a organização da CONMEBOL, podendo vir a ser o maior público de uma final de Libertadores desde a implementação da final única, com a possibilidade de superar os 69 mil torcedores na final de 2023 entre Fluminense e Boca Juniors.

### Uniformes

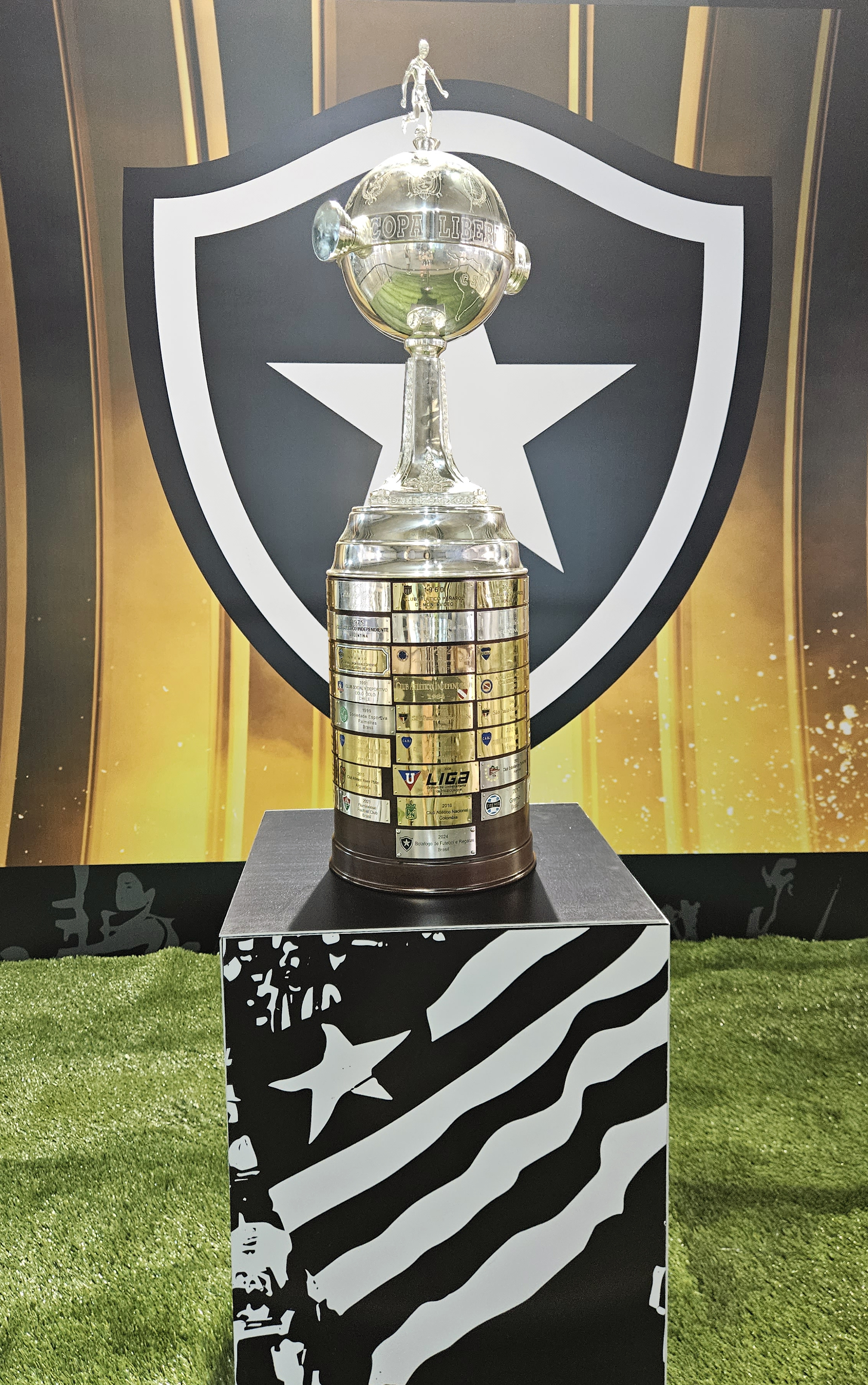
Troféu da Copa Libertadores de 2024, vencida pelo Botafogo.

Por decisão da CONMEBOL, o Atlético Mineiro jogou com seu uniforme tradicional — camisa alvinegra, calções pretos e meias brancas e a camisa de goleiro será na cor amarela — e o Botafogo com o uniforme branco — camisa e calções brancos e meias pretas, com o uniforme do goleiro todo roxo. Essa decisão foi embasada na melhor campanha na fase de grupos do clube mineiro.

### Cerimônia de abertura
Na cerimônia de abertura, após uma apresentação musical e de dança, Djonga cantou músicas da torcida do Atlético e o hino do clube, e Marcelo Adnet fez o mesmo para a torcida do Botafogo. O troféu da Libertadores foi levado ao campo do estádio pelo tenista sérvio Novak Djokovic.

## Partida
Matías Zaracho (Atlético Mineiro) e Bastos (Botafogo) não jogaram a final devido a contusões, assim como Mateo Ponte (Botafogo), suspenso.

### Primeiro tempo
Aos 29 segundos de jogo, o meia botafoguense Gregore atingiu Fausto Vera na cabeça com a sola da chuteira em uma disputa de bola no meio-campo, e recebeu o cartão vermelho direto. Nos minutos seguintes, o Botafogo se reorganizou com um jogador a menos sem que Artur Jorge realizasse substituições, e entregou a bola para o Atlético Mineiro, que apenas conseguiu levar perigo em duas finalizações de fora da área de Hulk, defendidas por John.
Posteriormente, o clube carioca se soltou, chegou ao ataque, e aos 35 minutos, uma jogada de Thiago Almada resultou em finalização de Marlon Freitas, que atingiu Junior Alonso na grande área e sobrou para Luiz Henrique, que finalizou com força e marcou o primeiro gol da decisão.

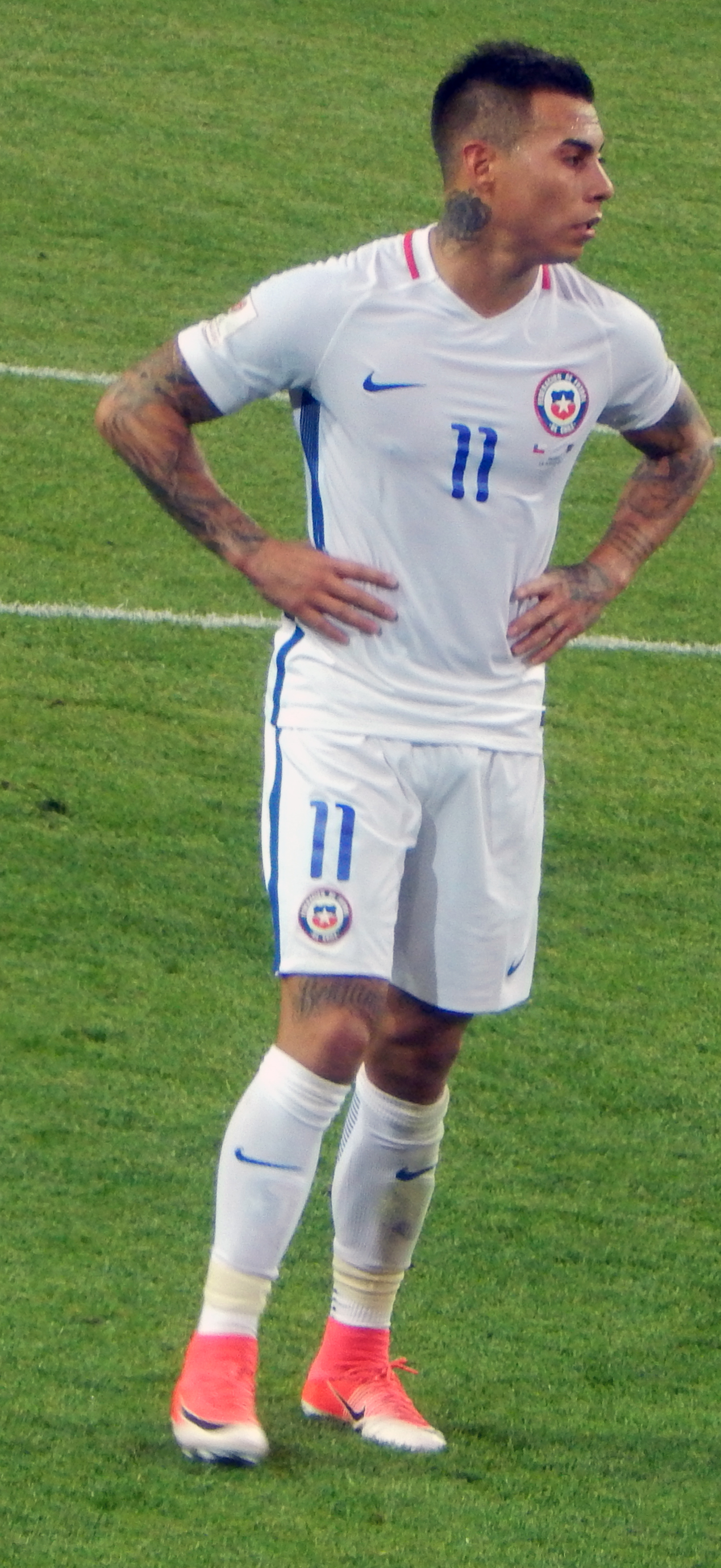
Eduardo Vargas marcou o gol do Atlético logo após entrar no intervalo, mas desperdiçou duas chances claras de gol em seguida.

Menos de dez minutos depois, em um recuo para o goleiro atleticano Éverson, Luiz Henrique pressionou, superou a marcação de Guilherme Arana e protegeu a bola até chegar na grande área, quando sofreu pênalti ao ser derrubado pelo goleiro, que foi marcado após revisão do árbitro com o VAR. Alex Telles cobrou forte e cruzado de perna esquerda, deslocou Éverson e abriu 2–0 para o Botafogo ao final da primeira etapa.

### Segundo tempo

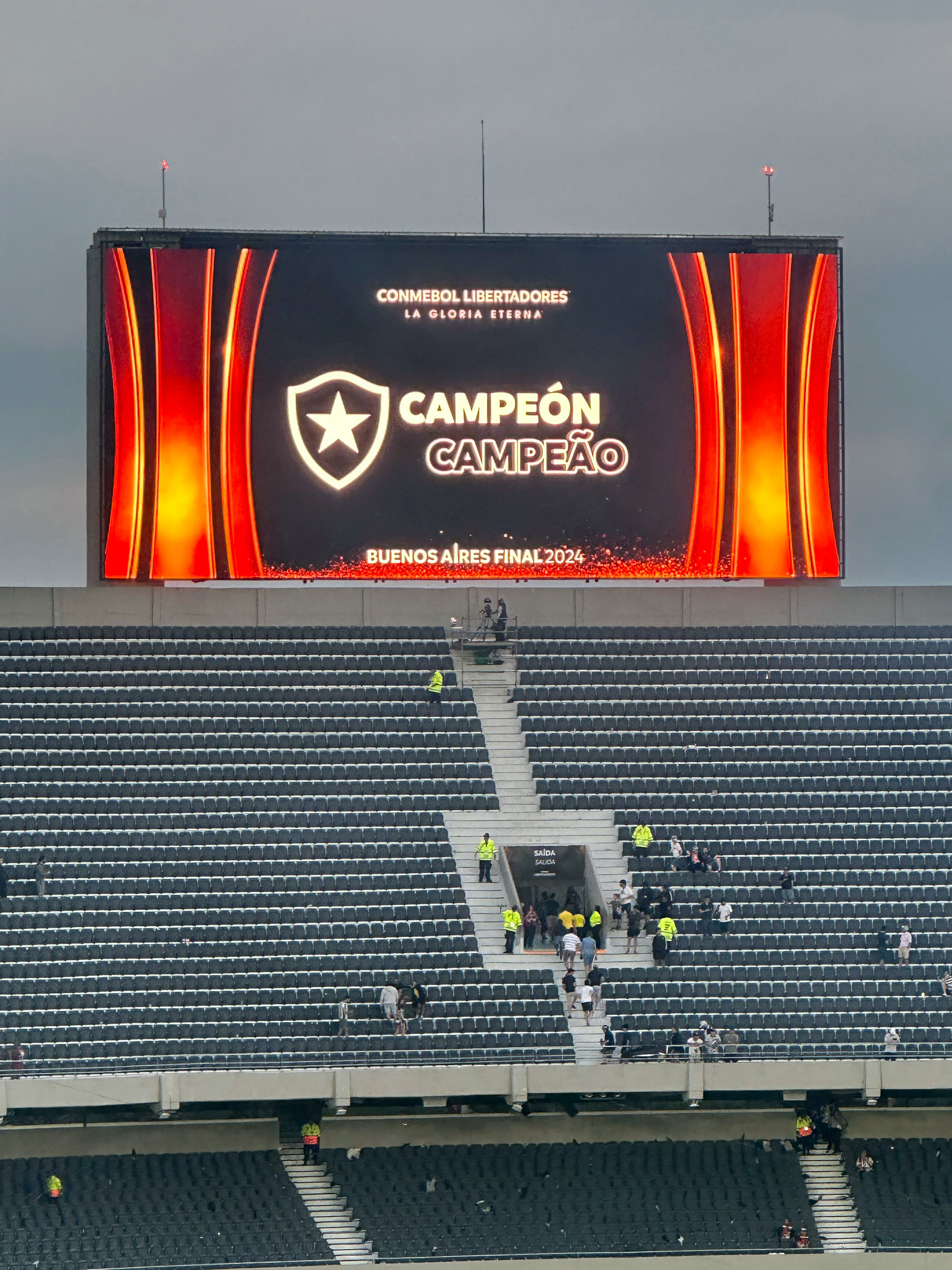
Telão no Estádio Monumental exibindo o Botafogo como campeão da Copa Libertadores de 2024.

Gabriel Milito fez substituições no intervalo e voltou com Bernard, Mariano e Eduardo Vargas para a segunda etapa, reorganizando a estrutura ofensiva do Atlético. As mudanças logo surtiram efeito, quando após um minuto, um escanteio cobrado por Hulk encontrou Vargas desmarcado e o atacante chileno cabeceou fora do alcance de John, descontando para o time mineiro.
Após o gol, o Atlético pressionou insistentemente o Botafogo para buscar o empate, mas com pouco repertório ou alternativas eficazes mesmo tendo um jogador a mais. Neste período, Artur Jorge reforçou a marcação da equipe carioca com as entradas de Danilo Barbosa e Marçal. As jogadas mais perigosas do clube mineiro saíram com Hulk pelo lado direito do ataque, e com Mariano em passes para Vargas e Alan Kardec, que desperdiçaram chances em frente a John. Vargas ainda perdeu outra oportunidade aos 42 minutos, quando tentou encobrir o goleiro após erro de Adryelson.
Nos minutos finais, o Botafogo buscou contra-ataques com Júnior Santos em meio à pressão atleticana, e a estratégia funcionou quando aos 51 minutos, ele recebeu um chutão pela direita, driblou dois atleticanos, tentou cruzar para Matheus Martins e ficou com a sobra, empurrando para o gol vazio e sacramentando a conquista do alvinegro carioca e sua artilharia da competição, com dez gols marcados.

### Ficha
| 30 de novembro | Atlético Mineiro | 1 – 3     | Botafogo                                                        | Estádio Monumental, Buenos Aires                                     |
| 17:00 (UTC−3)  | Vargas 46'       | Relatório | Luiz Henrique 35' · Alex Telles 44' (pen) · Júnior Santos 90+7' | Público: ≅72 000 (69 803 pagantes) Árbitro: ARG Facundo Tello (FIFA) |

| 0 | Atlético Mineiro | Botafogo | 0 |

|                |    |                   |       |     |
| G              | 22 | Éverson           |       |     |
| Z              | 2  | Lyanco            | 45+1' | 46' |
| Z              | 21 | Rodrigo Battaglia | 30'   |     |
| Z              | 8  | Junior Alonso     |       |     |
| MD             | 6  | Gustavo Scarpa    |       | 46' |
| V              | 18 | Fausto Vera       | 45+2' | 46' |
| V              | 23 | Alan Franco       |       |     |
| ME             | 13 | Guilherme Arana   |       |     |
| A              | 7  | Hulk              | 90+2' |     |
| A              | 10 | Paulinho          |       |     |
| A              | 9  | Deyverson         |       | 76' |
| Substitutos:   |    |                   |       |     |
| G              | 31 | Matheus Mendes    |       |     |
| Z              | 3  | Bruno Fuchs       |       |     |
| Z              | 16 | Igor Rabello      |       |     |
| LD             | 25 | Mariano           |       | 46' |
| LD             | 26 | Renzo Saravia     |       |     |
| LE             | 44 | Rubens            |       |     |
| V              | 5  | Otávio            |       |     |
| M              | 17 | Igor Gomes        |       |     |
| M              | 20 | Bernard           |       | 46' |
| M              | 45 | Alisson           |       |     |
| A              | 11 | Eduardo Vargas    |       | 46' |
| A              | 14 | Alan Kardec       |       | 76' |
| Técnico:       |    |                   |       |     |
| Gabriel Milito |    |                   |       |     |

|              |    |                    |       |       |
| G            | 12 | John               |       |       |
| LD           | 22 | Vitinho            | 90+4' |       |
| Z            | 34 | Adryelson          |       |       |
| Z            | 20 | Alexander Barboza  |       |       |
| LE           | 13 | Alex Telles        | 45+3' | 58'   |
| V            | 26 | Gregore            | 2'    |       |
| V            | 17 | Marlon Freitas     |       |       |
| M            | 10 | Jefferson Savarino |       | 58'   |
| A            | 7  | Luiz Henrique      |       | 79'   |
| A            | 18 | Thiago Almada      | 79'   | 80'   |
| A            | 99 | Igor Jesus         |       | 90+3' |
| Substitutos: |    |                    |       |       |
| G            | 1  | Gatito Fernández   |       |       |
| Z            | 4  | Lucas Halter       |       |       |
| LE           | 21 | Marçal             |       | 58'   |
| LE           | 66 | Cuiabano           |       |       |
| V            | 5  | Danilo Barbosa     |       | 58'   |
| V            | 6  | Tchê Tchê          |       |       |
| V            | 28 | Allan              |       | 90+3' |
| M            | 33 | Eduardo            |       |       |
| M            | 70 | Óscar Romero       |       |       |
| A            | 9  | Tiquinho Soares    |       |       |
| A            | 11 | Júnior Santos      | 90+9' | 80'   |
| A            | 37 | Matheus Martins    |       | 79'   |
| Técnico:     |    |                    |       |       |
| Artur Jorge  |    |                    |       |       |

| Bandeirinhas: ARG Ezequiel Brailovsky ARG Gabriel Chade Quarto árbitro: ARG Yael Falcón Quinto árbitro: ARG Cristian Navarro Árbitro assistente de vídeo: ARG Mauro Vigliano | Regulamento - 90 minutos - 30 minutos de prorrogação caso haja empate no tempo normal - Persistindo o empate, o vencedor será decidido nas penalidades máximas - Doze jogadores substitutos - Máximo de cinco substituições, com uma sexta sendo permitida em caso de prorrogação |